# Geschützter Landschaftsbestandteil Rieselwiese
Der Geschützte Landschaftsbestandteil Rieselwiese mit einer Flächengröße von 1,57 ha liegt östlich von Kirchveischede im Stadtgebiet von Lennestadt (im Kreis Olpe). Es wurde 2020 durch den Kreistag des Kreises Olpe als Geschützter Landschaftsbestandteil (LB) mit dem Landschaftsplan  Nr. 5 Rothaarvorhöhen zwischen Olpe und Altenhundem ausgewiesen. Der LB geht bis zum Siedlungsrand mit dem örtlichen Sportplatz. Nördlich grenzt die Bundesstraße 55 an. Der LB ist sonst vom Landschaftsschutzgebiet Rothaarvorhöhen, Typ A umgeben. Von 1984 bis 2020 gehörten die Flächen zum Landschaftsschutzgebiet Kreis Olpe. Von 1984 bis 2020 gehörten die Flächen zum Landschaftsschutzgebiet Kreis Olpe.

## Gebietsbeschreibung
Im LB liegt eine strukturreiche Feuchtwiese im Tal der Veischede. Im LB sind Geländerücken und Gräben des historischen Wiesenbaus sichtbar. Die Gräben und Geländerücken bieten unterschiedliche Standortverhältnisse.

## Schutzzweck
Die Ausweisung erfolgt:
- „zur Sicherung der Rieselwiese,“
- „als wichtige Komponente der Leistungs- und Funktionsfähigkeit des Naturhaushaltes durch Erhaltung und Entwicklung seltener Biotopstrukturen sowie als Lebensstätte wild lebendernTier- und Pflanzenarten,“
- „als Verbindungselement im Sinne des Biotopverbundsystems,“
- „als lokale Besonderheit des Orts- und Landschaftsbildes mit kulturhistorischer Bedeutung,“
- „zur Abwehr schädlicher Einwirkungen.“[1]

## Verbote
Es wurden ein spezielles Verbot für den LB erlassen:
- „die Grabenstrukturen zu verfüllen oder durch Abgrabung der angrenzenden Rücken zu nivellieren.“[1]

## Gebote
Für den LB wurde ein spezielles Gebot erlassen:
- „durch eine extensive Nutzung des Feuchtgrünlandes die Artenvielfalt zu sichern und weiter zu entwickeln.“[1]